# Прилепов, Антон Михайлович
Антон Михайлович Прилепов (бел. Антон Міхайлавіч Прылепаў; 5 февраля 1984, Могилёв) — белорусский спортсмен, стрелок из лука. Бронзовый призёр в индивидуальном первенстве Европейских игр 2015 в Баку.

## Карьера

### Летние Олимпийские игры 2004
На квалификации летних Олимпийских игр 2004 в Афинах с результатом 638 был посеян 45-м. В 1/32 финала выбил действующего олимпийского чемпиона — Саймона Фэруэтера. В 1/16 финала со счётом 155:152 победил стрелка из Бутана — Таши Пэлджора. В 1/8 финала белорус уступил многократному чемпиону мира — корейцу Пак Кён Мо. В общем итоге Прилепов занял 9-е место.

### Европейские игры 2015
На квалификации Европейских игр 2015 в Баку с результатом 673 был посеян 7-м. Начал турнир с победы над исландцем Сигурйон Атли Сигурдссон — 7:3. В 1/16 финала одолел норвежца Барда Нестенга — 6:0. В 1/8 финала победил грузинского стрелка Лаша Пхакадзе — 6:4. В четвертьфинале с таким же счётом одолел нидерландского представителя Рика ван дер Вена. В полуфинале проиграл со счётом 0:6 другому нидерландскому стрелку — Шеф ван ден Берг — 0:6. В матче за бронзу победил поляка Славомира Наплошека со счётом 7:3 и закончил выступление с бронзовой медалью.
Также Прилепов принял участие в командном первенстве, где выступал на пару с Александром Лягушевым и Павлом Далидовичем. Показав второй результат среди сборных Беларусь автоматически попала в четвертьфинал, где сразились с Испанией и уступили ей со счетом 0-6.

### Летние Олимпийские игры 2016
На квалификации летних Олимпийских игр 2016 в Рио-де-Жанейро с результатом 643 был посеян 52-м. Начал выступление на стадии 1/32 финала против чилийца Рикардо Сото, которому уступил со счётом 5:6. В общем итоге Прилепов занял 33-е место.
Женат, есть дети. Жена Прилепова Марина Александровна.